# Xanthosoma aristeguietae
Xanthosoma aristeguietae är en kallaväxtart som först beskrevs av George Sydney Bunting, och fick sitt nu gällande namn av Michael T. Madison. Xanthosoma aristeguietae ingår i släktet Xanthosoma och familjen kallaväxter. Inga underarter finns listade.